# Everton Nogueira
Everton Nogueira (sinh ngày 12 tháng 12 năm 1959) là một cầu thủ bóng đá người Brasil.

## Sự nghiệp câu lạc bộ
Everton Nogueira đã từng chơi cho Yokohama Marinos và Kyoto Purple Sanga.

## Thống kê câu lạc bộ

### J.League
| Đội              | Năm       | J.League | J.League | J.League Cup | J.League Cup | Tổng cộng | Tổng cộng |
| Đội              | Năm       | Trận     | Bàn      | Trận         | Bàn          | Trận      | Bàn       |
| ---------------- | --------- | -------- | -------- | ------------ | ------------ | --------- | --------- |
| Yokohama Marinos | 1992      | -        | -        | 9            | 7            | 9         | 7         |
| Yokohama Marinos | 1993      | 22       | 5        | 4            | 2            | 26        | 7         |
| Yokohama Marinos | 1994      | 1        | 0        | 0            | 0            | 1         | 0         |
| Tổng cộng        | Tổng cộng | 23       | 5        | 13           | 9            | 36        | 14        |